# Lydie
Lydie ist ein weiblicher Vorname.

## Herkunft und Bedeutung
Er ist die tschechische und französische Form des Namens Lydia.

## Bekannte Namensträgerinnen
- Lydie Autreux (* 1947), französischstämmige Schweizer Politikerin
- Lydie Auvray (* 1956), französische Musikerin
- Lydie Bontemps, französische Eiskunstläuferin
- Lydie Brotin (* 1961), französische Politikerin
- Lydie Dooh Bunya (* 1933), kamerunische Schriftstellerin
- Lydie Devaud (* 1979), französische Fußballspielerin
- Henriette Lydie Diallo (* 1951), Politikerin aus Burkina Faso
- Lydie Err (* 1949), Luxemburger Politikerin
- Lydie Fischer Sarazin-Levassor (1903–1988), französische Schriftstellerin
- Lydie Marland (1900–1987), US-amerikanische Wohltäterin
- Lydie Polfer (* 1952), Luxemburger Politikerin
- Lydie Schmidt, deutsche Politikerin
- Lydie Schmit (1939–1988), Luxemburger Politikerin
- Lydie Schmitz, Luxemburger Model
- Lydie Van Hille (* 1967), französische Tennisspielerin